# Trémoulet
Trémoulet – miejscowość i gmina we Francji, w regionie Oksytania, w departamencie Ariège.
Według danych na rok 1990 gminę zamieszkiwało 69 osób, a gęstość zaludnienia wynosiła 18 osób/km² (wśród 3020 gmin regionu Midi-Pireneje Trémoulet plasuje się na 994. miejscu pod względem liczby ludności, natomiast pod względem powierzchni na miejscu 1585.).